# Mount Pleasant (Nueva York)
Mount Pleasant es un pueblo ubicado en el condado de Westchester en el estado estadounidense de Nueva York. En el año 2000 tenía una población de 43,221  habitantes y una densidad poblacional de 602.5 personas por km².

## Geografía
Mount Pleasant se encuentra ubicado en las coordenadas 41°6′37″N 73°47′55″O / 41.11028, -73.79861. Según la Oficina del Censo, la ciudad tiene un área total de 8,1 km² (3,1 mi²), de la cual 8,1 km² (3,1 mi²) es tierra y 0 km² (0 mi²) (15.26%) es agua.

## Demografía
Según la Oficina del Censo en 2007 los ingresos medios por hogar en la localidad eran de $103,657, y los ingresos medios por familia eran $129,077. Los hombres tenían unos ingresos medios de $60,761 frente a los $41,023 para las mujeres. La renta per cápita para la localidad era de $35,468. Alrededor del 4.9% de la población estaban por debajo del umbral de pobreza.